# 本郷村 (岐阜県恵那郡)
本郷村（ほんごうむら）は、かつて岐阜県恵那郡にあった村である。
村名は、この地域の通称の「本郷」に由来する。
昭和の大合併で恵那郡岩村町の一部となり、現在は恵那市の一部である。

## 大字・字
- 大字:飯羽間
  - 字:大見屋洞、小見屋洞、飯塚、永洞、大平、高洞、西川、栃洞、恵立、大下洞、森下、市場田、信寺洞、上山の田、山の田、中屋、下駒ケ洞、柳ケ坪、前田、欠の下、柳の本、向ひ田、向ひ畑、大洞、坂下、根平、洞田、上根、上菜種、石佛、塔ケ根、上田、下尾先、上尾先、駒ケ洞、小箸原、中根、平畑、寺屋敷、半の木、蔵屋敷、松割、大坪、小坪、下小坪、極楽寺、土取、川前、箕輪、八本木、光學、分根、樫植、嶋田、與十郎分、廣見、蔵前、鳥屋場、上平、中平、下平、山脇、飯留口、飯留、湯平、小屋ケ根、上八木、高松、堤下、小澤、小澤、小澤山、立野
- 大字:富田
  - 字:水晶山、水晶山下、鈴ケ根、下り松、茶畑裏、茶畑、三學、三學裏、上野山、若宮前、平岩、〇ケ洞、林下、赤羽根、中野洞、大槇、熊洞、跡見坂、天神山、天神洞、新市場、柳下、分根、新建、長田向、吉田川、経塚、四ツ谷、梨の木、梅昌庵、仲側、鷹匠、吉原、宮前、上石田、芝原、申堂、九左、傳右屋敷、大洞、七蔵、漆洞、杉洞、庄の脇、鳥屋場、分井、楮洞、寥外道、西側、郷中、宮脇、仲田、石田、天神下、堀田、坂下、打杭、沖の下、上田中、櫻本、佐婆下、木曾洞、上の平、向田、下田中、花沖、札之辻、鐘鋳所、古市場、長田、垣外戸、満場、脇の下、島原、畑中、土井脇、清水、上井原、高橋、新田、栗山、廣田、砂田、猫田洞

## 歴史
- 平安時代より美濃国遠山荘の一部。飯羽間に極楽寺が開創。
- 平安時代末期の文治元年（1185年）後に鎌倉幕府の有力な御家人となった加藤景廉が源頼朝より遠山荘を与えられ地頭となる。
- 鎌倉時代初期に加藤景廉の嫡子、景朝が遠山景朝と称し美濃遠山氏の初代となり、遠山氏の領地となる。
- 南北朝時代の建武2年（1335年）に富田村に美濃遠山氏の菩提寺として大圓寺が臨済宗妙心寺派の高僧峰翁祖一により開創。
- 戦国時代末期の元亀3年（1572年）武田軍が恵那郡に侵入し遠山氏の本拠地岩村城を占領。飯羽間遠山氏の飯羽間城、大圓寺 (恵那市)等が武田軍の兵火により消失。
- 江戸時代は岩村藩領。
- 1872年（明治5年） 5月 - 上飯羽間村、 中飯羽間村、 下飯羽間村、 根ノ上村が合併し、飯羽間村となる。
- 1897年（明治30年）4月1日 - 飯羽間村と富田村が合併し、本郷村が成立。
- 1954年（昭和29年）9月10日 - 岩村町と本郷村が合併し、岩村町となる。
- かつて下飯羽間村に小澤、上小澤、立野の集落が存在したが、小沢溜池と阿木川ダム建設に際し全戸が移転し水没した。

## 教育
- 本郷村立大成小学校 （1962年に岩村町立岩邑小学校に統合。現・恵那市立岩邑小学校）
- 学校組合立岩邑中学校[1] （現・恵那市立岩邑中学校）

## 企業
- 恵南協同蚕糸株式会社

## 観光
- 矢作水力経営の 小澤遊園地(小澤温泉)「鹿の湯」という鉱泉があり、「志喜野華圓」という名の旅館があった。

## 交通機関
- 岩村電気軌道 小沢停留所 - 中切停留所 - 箕之輪停留所
- 国鉄明知線
  - 通過のみ[2]
- 国鉄バス
  - 恵那線

## 神社・仏閣
- 三森神社
- 白山神社
- 山王神社
- 中切津島神社
- 東光院
- 徳祥寺

## 史跡
- 飯羽間城址 - 飯羽間遠山氏の城で、戦国時代末期に武田勢の攻撃により落城した。
- 極楽寺址 - 平安時代末期に創建された民衆寺と言われているが詳細は不明。五輪塔群が残っている。
- 大圓寺址 - 美濃遠山氏の菩提寺で臨済宗妙心寺派の名刹であったが、戦国時代末期に武田勢の兵火により焼失。
- 比丘尼屋敷址 - 大円寺跡上方に石垣のみ残っている。戦国時代末期に武田勢の兵火により焼失。
- 希菴塚 - 武田軍が遠山荘へ侵攻した際に武田勢により殺害された大円寺住職の墓。
- 根の上高札場 - 江戸時代に岩村藩が設置。現在復元されている。